# Coll (Mythologie)
Coll fab Collfrewi [koːɬ vaːb koɬ'vrewi] ist der Name einer Sagengestalt aus der walisischen Mythologie.
In den Trioedd Ynys Prydein („Die Triaden der Insel Britannien“) aus dem 13. Jahrhundert wird Coll fab Collfrewi als einer der „drei mächtigsten Schweinehirten Britanniens“ genannt. In seiner Obhut befindet sich die magische Sau Henwen ['henwen], der er auf ihrer Wanderung von Cornwall durch Gwent und Dyfed bis nach Gwynedd folgt. Sie bringt dabei nach der Sage Weizen, Gerste und Bienen in den Süden von Wales. Im Norden dagegen gebiert sie einen Wolf, einen Adler und ein katzenähnliches Ungeheuer.
Die beiden anderen mächtigen Schweinehirten der Trioedd sind Pryderi fab Pwyll Pen Annwfn und Drystan fab Tallwch.